# Kfar Blum
Pour les articles homonymes, voir Blum.
Kfar Blum est un kibboutz du nord est d'Israël.

## Histoire
Il est situé à 4 km de Kiryat Shmona.
Il est fondé en 1943 par le mouvement Habonim, les immigrants viennent de Grande-Bretagne et d'Afrique du Sud.
Il est nommé en l'honneur de Léon Blum, ancien premier ministre socialiste français de confession juive.

## Activités du kibboutz
- agriculture
- élevage laitier

## Art et culture
Depuis 1985, Kfar Blum accueille au mois juillet le festival annuel le festival Voice of Music Festival in Upper Galilee, également appelé Festival de Kfar Blum, consacré à la musique de chambre.
L'événement, qui dure une semaine, est devenu une des plus importantes manifestations musicales organisées en en Israël. Chaque année, il attire environ quinze mille spectateurs.

## Personnalités liées au kibboutz
- Elisha Ben Yitzhak, artiste peintre.
- Danny Sanderson (en), musicien, guitariste, auteur-compositeur-interprète.